# Vilobal
Vilobal (oficialmente y en gallego: Vilobal) es un lugar situado en la parroquia de Vilanova, del municipio de El Barco de Valdeorras, en la provincia de Orense, Galicia, España.